# Yerbas Buenas (Piura)
Yerbas Buenas es un caserío peruano ubicado en el distrito de Lagunas, perteneciente a la provincia de Ayabaca del departamento de Piura, al norte del Perú. 

## Ubicación
Yerbas Buenas se ubica al centro de la provincia de Ayabaca, en el distrito de Lagunas, en el departamento de Piura.

## Demografía
En 2017 Yerbas Buenas tenía una población de 255 habitantes.
| Gráfica de evolución demográfica de Yerbas Buenas entre 1993 y 2017 |
|                                                                     |
| Fuentes: Población 1993 y 2017                                      |